# 84012 Делуїз
84012 Делуїз (84012 Deluise) — астероїд головного поясу, відкритий 2 серпня 2002 року.
Тіссеранів параметр щодо Юпітера — 3,631.